# Hermesvilla
Hermesvilla je městský palác ve Vídni, ve 13. vídeňském obvodu (Hietzing), v areálu Lainzer Tiergarten. Bývalá jízdárna a stáje nyní slouží zoo, stejně jako rozlehlá zahrada.

## Historie

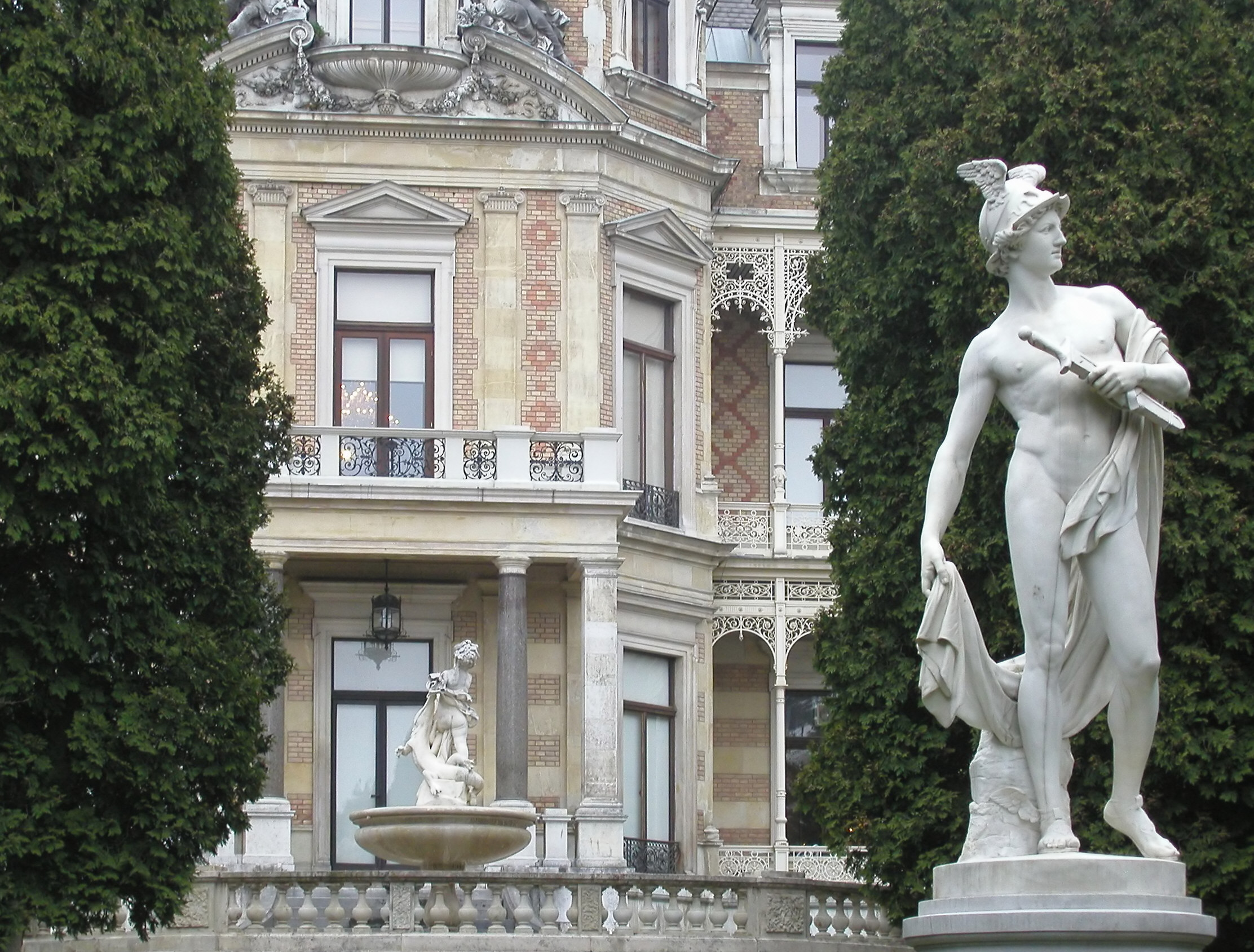
Socha Herma, jež dala paláci jméno - Hermes der Wächter, od Ernsta Hertera.

Palác byl vystavěn v letech 1882 až 1886 podle návrhu architekta Karla von Hasenauera, jako dar císaře Františka Josefa I. jeho manželce, císařovně Alžbětě ("Sisi"). Původní název "Villa Waldruh" byl změněn v roce 1885, kdy císařovna dala do parku instalovat sochu berlínského sochaře Ernsta Hetera  s názvem Hermes der Wächter (Hermés strážce), jehož jméno nese dodnes. 
Po smrti císařovny palác zdědila a užívala její nejmladší dcera, arcivévodkyně Marie Valerie, až jej roku 1911 prodala dvornímu eráru.
Od roku 1971 je palác součástí  Muzea města Vídně. Kromě stálé výstavy, věnované historii budovy a jejích obyvatel, muzeum palác využívá k dočasným výstavám.

## Architektura a interiér

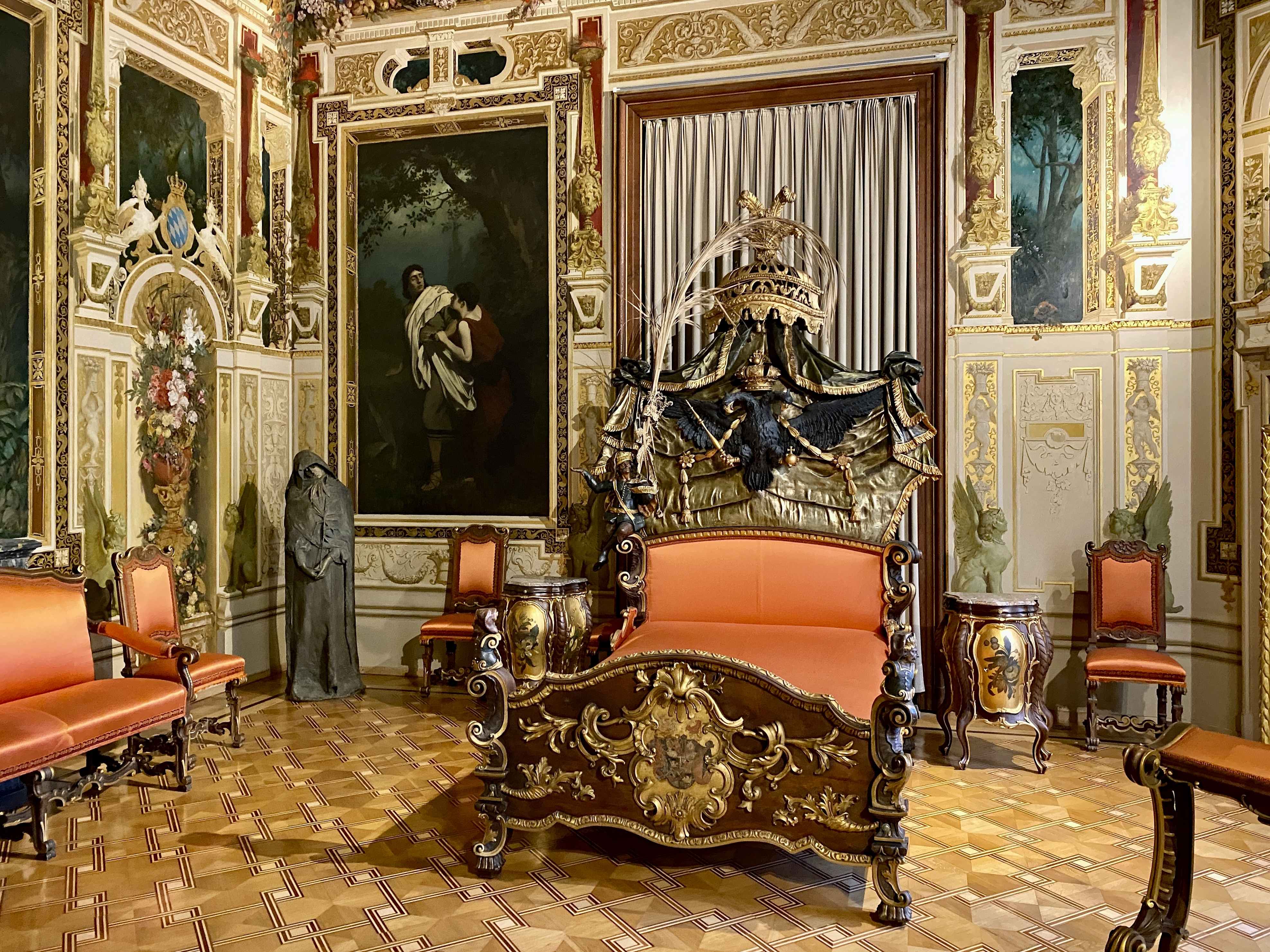
Ložnice císařovny

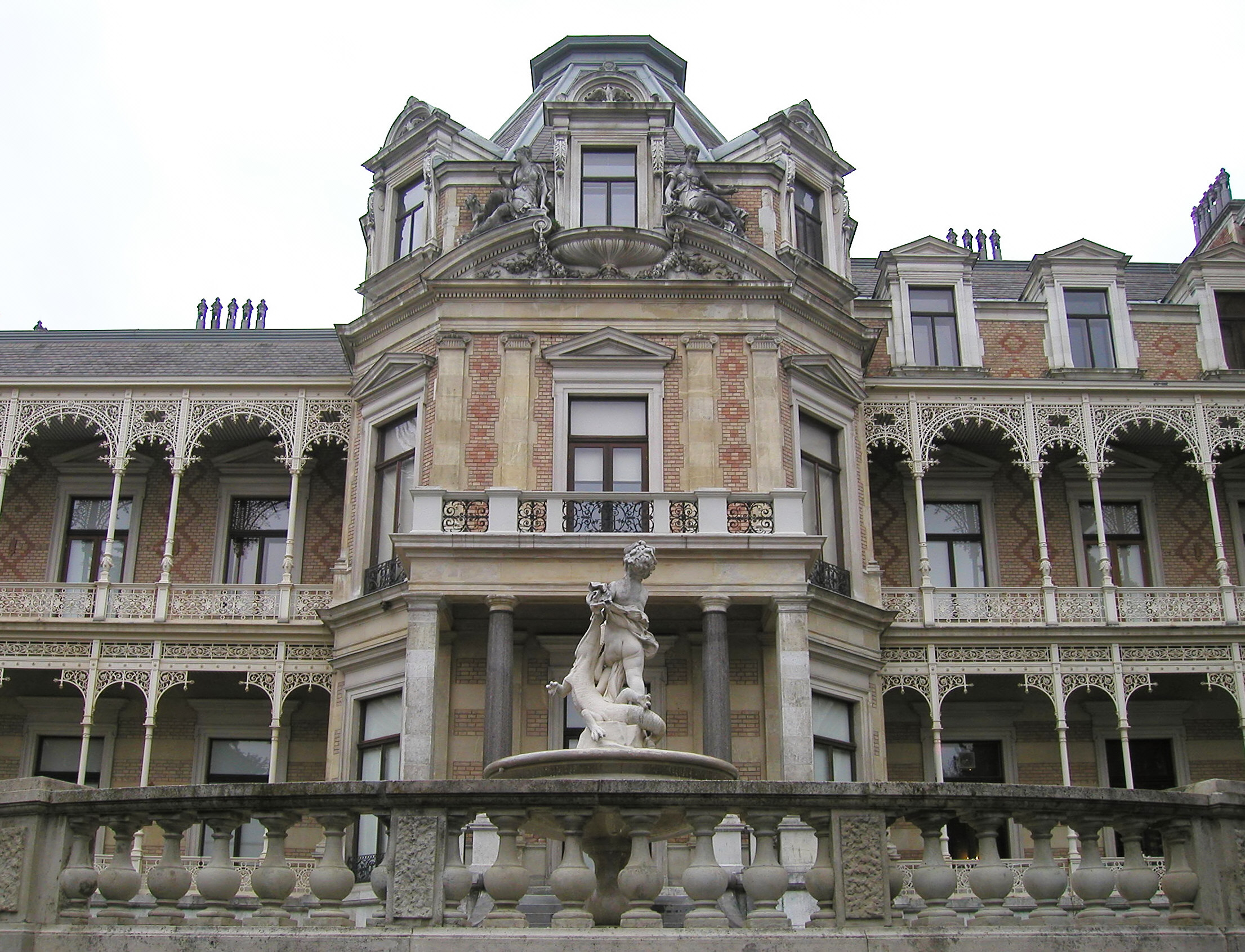
Pohled na palác ze zahrady

Tříkřídlý a třípodlažní palác v historizujícím stylu ma na fasádě střídavě užité režné a omítané zdivo. V interiéru jsou k obkladům použity různé mramory (bílý z Laasu, barevný ze Steringu). Ve dvou patrech zahradního průčelí jsou vsazeny ozdobné litinové arkády.  
Na výzdobě interiérů  se podílelo několik malířů, Franz Matsch,  Hans Makart a Gustav Klimt.
Taneční sál je vyzdoben především štuky. Ložnice císařovny svými malbami odkazuje na Shakespearovy sonety,  na stropě  vymaloval Hans Makart Jaro, uprostřed fresku Bůh Apollón ve slunečním voze. 
Salón je vymalován v pompejském stylu. Plně zařízená zůstala tělocvična císařovny. 